# Muhlenberg County
Muhlenberg County is een county in de Amerikaanse staat Kentucky.
De county heeft een landoppervlakte van 1.230 km² en telt 31.839 inwoners (volkstelling 2000). De hoofdplaats is Greenville en de dichtstbevolkte stad is Central City.

## Bevolkingsontwikkeling

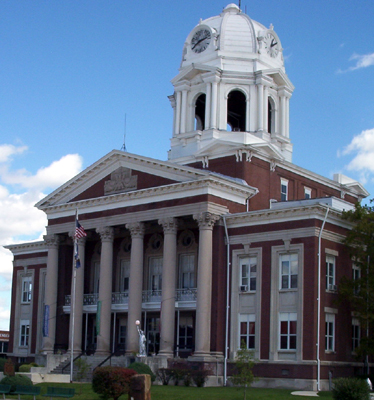
Muhlenberg County Courthouse